# Спонсон
Спонсон – надстройка във вид на издатина на борда на кораб или бронирана машина, като правило с полукръгла форма, използва се за поставяне на артилерийско оръдие. Служи за осигуряване на голям ъгъл на обстрел. При наличие на брониране се нарича още каземат. Спонсони имат повечето кораби от последната третина на XIX и началото на XX век, а също и първите английски тежки танкове Марк I – Марк VIII.
Също спонсони се наричат и използваните в хидропланите и джетовете остриета от пластмаса, композити или метал, които при движение напред са над нивото на водата, а в завой се потапят в нея. Спонсоните са необходими, за да не се измества корпуса напречно в завоя и да остава потопен във водата. Големината на спонсона зависи от големината на съда, средната му височина е около 10 см, а дължина – 40-50 см. Често са регулируеми по вертикала и хоризонтала. С помощта на регулирането по вертикала се постига притискаща сила в завоя, а регулирането по хоризонтала — мястото от корпуса, където да се упражнява тази сила. Правилната им настройка позволява постигане на много по-голяма маневреност на джета при движение.
При самолетоносачите спонсоните се използват за увеличаване размера на палубата.